# Интегрейтид Микро-електроникс България
„Интегрейтид Микро-електроникс България“ ЕООД е предприятие за производство на монтирани печатни платки със седалище в Ботевград, България, притежавано изцяло от филипинския производител на електроника „Интегрейтид Микро-електроникс“, част от конгломерата „Аяла Корпорейшън“.
Предприятието е основано през 1997 година и купува част от фалиралия по това време държавен Завод за полупроводникови прибори. Основната част от продукцията му са електронни компоненти, използвани в автомобилната промишленост. Към 2019 година то има общи приходи от 477 млн. лв., печалба от 33,5 млн. лв. и 2144 служители.